# Južnoajmarski jezik
Južnoajmarski jezik (ISO 639-3: ayc), jedan od današnja tri ajmarska jezika kojim govori 219 000 ljudi (2006) između jezera Titicaca i Atlantskog oceana.
Uz centralnoajmarski jedan je od službenih jezika Perua.

## Vanjske poveznice
- Ethnologue (14th)
- Ethnologue (15th)